# ランドバンキング
ランドバンキング（Land Banking）とは、空き家や空き地などを取得し、周辺の土地を含めた地域を一体的に活用・再生する手法。市街地や住宅地に未利用地・低利用地が点在して都市が荒廃する「スポンジ化」や「ドーナツ化現象」への対策としてアメリカ合衆国で始まり、日本でも導入例がある。

## 歴史・概要
アメリカでは州法に基づき、中心となる機関「Land Bank」が設置されている市や郡があり、100カ所以上に広がっている。1970年代のアメリカにおいて、地方自治体の土地の有効活用を目指した手法を「ランドバンキング」と呼んだこと始まりと考えられている。
その後、この言葉は民間の不動産会社による長期的な不動産開発ビジネスにも使用されるようになった。開発までの期間が長く、投資家からの資金で事業を進めていくことが多いことから、不動産開発を利用した投資商品をランドバンキングと呼んでいる場合もある。
各国においてランドバンキングという言葉の確固とした定義は存在しないと思われる。国によって細かい意味は異なるようであるが、一般的にはこうした未開発の不動産を活用した資産運用手法がランドバンキングと呼ばれている。

## 具体的な内容（開発手法）
細かな部分はそれぞれの事業主体（ランドバンキング会社）によって異なるものの、一般的な開発手法は以下のようなものである。
1. ランドバンキング会社は、将来（4年～10年）先に開発需要が見込まれる土地（Raw Land）を選び出し、非常に低廉な価格で大規模に買収する。
2. その後、投資家が投資できる程度に小口化して販売し、土地の取得費用と開発に向けての事務コストを回収する。投資家は売却までの期間は何も行わず、ランドバンキング会社に管理・運営を任せることとなる。
3. 投資家への販売後、ランドバンキング会社は豊富なノウハウ・経験に基づいて都市開発のプランニングを行い、行政（市・郡・州など）と共に「更地から商業地や宅地など開発可能な土地への地目変更」を済ませていく。
4. プランニングを済ませた後は、自社で開発を進めていく場合と開発会社などに売却する場合などさまざまである。

大部分は完成前の段階で売却して投資家に利益を分配する方法をとっている。
もちろん、ランドバンキングは地域社会（市町村や郡など）に大きな影響を与えるものなので、こうした大規模開発は地域（地方自治体）との協議や協力を経て実施されていく。

## 日本におけるランドバンキング
山形県鶴岡市では特定非営利活動法人（NPO法人）「つるおかランド・バンク」が、静岡県掛川市ではNPO法人「かけがわランド・バンク」が活動している。
日本の土地を対象としてランドバンキングを行っている会社はない。森ビルによる六本木地区の開発や東急グループによる田園都市線沿線の開発とは一線を画す。日本の投資家向けに販売を行っている会社は数社存在し、海外のランドバンキング会社によって未開発不動産への小口不動産投資商品として個人投資家に販売されている。
投資商品としての概要は以下のようなものである。
- 投資金額：1エーカーあたり100万円から1000万円程度（現地通貨建ての場合が多い）[要出典]
- 投資期間：3年～10年[要出典]

カナダの大手ランドバンキング会社の他、2000年頃から5～6社が営業活動を行っている。
日本には未開発の土地が少ないことから投資の対象となる土地はアメリカ、カナダ、メキシコなど人口増加が激しい北米地域が多い。その他、タイやベトナムなどアジアの発展途上国を対象としている会社もある。

## 配当や利益に対する課税
途中で配当がある場合には配当所得として課税関係が発生する。
投資商品と考えられているが、不動産の売買に伴う利益なので満期（売却）にあたっての利益は譲渡所得として課税されることとなるようだ。
投資対象となる土地が存在する国の税法にも影響されることとなるが、日本との間で租税条約が締結されている場合は税額控除が適用されるので、どちらか高いほう（金額の多いほう）が課税限度となると言われている。

## 特徴（リスクとメリット）
個別不動産プロジェクトへの投資形態をとるので、株価や為替などの金融市場の動きに左右されることが無いことが一番の特徴と言える。しかしながら、不動産開発への投資なので、ここ数年のアメリカ不動産バブル崩壊に伴うサブプライムショックの影響はさまざまな面で出てくると思われる。
日本の不動産開発と異なり、未開発地（農地や放牧地）を開発可能な土地に変えていく部分（地目変更）に大きなリターンを生む理由がある。
有価証券（株式や債券）への投資ではないオルタナティブ投資の一つと考えられており、不動産への投資ではあるがREIT（不動産投資信託）とは異なる特徴を持っている。

### リスク
1. 実際に不動産開発などほとんどしていない詐欺の可能性。
2. 事業主体（ランドバンキング会社）のプランニング力によってリターンが異なる。
3. 満期までの期間が定められていないことが多いので、想定期間より長引くことが考えられる。
4. 中途解約出来ないことが多い。
5. 個別の不動産プロジェクトへの投資形態をとるので、プロジェクトによって利益幅が異なる。

### メリット
1. 未開発不動産への投資ではあるが更地をプランニングしていく投資方法なので元本割れのリスクは少ない。[要出典]
2. 短期的な株価や経済指標にはほとんど影響されない。
3. 満期が定められていないので、ランドバンキング会社はマーケット環境を見て開発会社（デベロッパー）に売却することが出来る。そのため投資家に不利となる環境下で満期を迎えることはないと言われている。[要出典]